# Балаш
Балаш е владетел от Сасанидската династия на Персия. Управлява през 484 – 488 г.

## Произход и управление
Балаш е син на Яздегерд II и брат на Фируз I, когото наследява след гибелта му в похода срещу ефталитите. Преди да тръгне на последния си поход на изток, Фируз назначава Балаш за свой наместник в Ктезифон. Персийските магнати подкрепят възцаряването на Балаш, докато Кобад, синът на Фируз, се намира в плен на ефталитите.
След голямото поражение на изток, Сасанидското царство се намира в много критична ситуация. Балаш търси помирение с настъпващите в Хорасан кидарити, както и с обявилата независимост Армения. С цената на отстъпки се опитва да умиротвори и задържи контрола в Кавказ, спира преследването на християни и прекратява принудителното налагане на зороастризъм. В 484 – 5 г. Армения отново става персийска провинция, след като Балаш сключва споразумение с арменската аристокрация.
Липсват сигурни сведения за конфликта с ефталитите, но според Шахнаме персите постигат победа над тях. Според Прокопий Кесарийски Балаш плаща данък на ефталитите в продължение на две години. Балаш се опитва да възстанови стопанството на държавата и помага на разорените селяни, но неговата религиозна толерантност предизвиква неодобрението на зороастрийкото жречество. Иранската аристокрация и армията се обявяват против мирната политика водена от Балаш и малко след възцаряването му издигат като претендент неговия племенник Зарих, който е победен с помощта на арменските нахарари.
В 488 г. Кобад I, синът на Фируз I, се завръща от заложничеството си при ефталитите, подкрепен от тяхна армия. Кобад I превзема властта след като Балаш е детрониран от собствените му приближени.